# Myrtille Gollin
Myrtille Gollin (* 8. Juli 1984 in Saint-Martin-d’Hères) ist eine ehemalige französische Shorttrackerin.

## Werdegang
Gollin trat international erstmals bei den Juniorenweltmeisterschaften 2002 in Chuncheon in Erscheinung, wobei sie den 11. Platz im Mehrkampf errang. Bei den folgenden Europameisterschaften 2002 in Grenoble kam sie auf den 24. Platz im Mehrkampf und bei den Weltmeisterschaften 2002 in Montreal auf den 17. Rang im Mehrkampf. In der Saison 2002/03 wurde sie bei den Juniorenweltmeisterschaften 2003 in Budapest Fünfte sowie bei den Europameisterschaften 2003 in Sankt Petersburg Neunte im Mehrkampf und errang bei den Weltmeisterschaften 2003 in Warschau den 21. Platz im Mehrkampf. Im folgenden Jahr lief sie bei den Juniorenweltmeisterschaften in Peking auf den 24. Platz im Mehrkampf. In der Saison 2004/05 wurde sie bei den Weltmeisterschaften 2005 in Peking Sechste mit der Staffel und bei den Teamweltmeisterschaften 2005 in Chuncheon Vierte. Zudem gewann sie bei den Europameisterschaften 2005 in Turin die Silbermedaille mit der Staffel. Auch bei den Europameisterschaften 2006 in Krynica-Zdrój holte sie die Silbermedaille mit der Staffel. Zudem  errang sie dort den 16. Platz im Mehrkampf und belegte bei den Olympischen Winterspielen 2006 in Turin den 19. Platz über 1500 m sowie den fünften Rang mit der Staffel. International startete sie letztmals bei den Europameisterschaften 2007 in Sheffield, wo sie den 14. Platz im Mehrkampf errang.

## Erfolge

### Olympische Spiele
- 2006 Turin: 5. Platz Staffel, 19. Platz 1500 m

### Shorttrack-Weltmeisterschaften
- 2002 Montreal: 15. Platz 500 m, 17. Platz Mehrkampf, 21. Platz 1500 m, 24. Platz 1000 m
- 2003 Warschau: 13. Platz 1500 m, 20. Platz 1000 m, 21. Platz Mehrkampf, 25. Platz 500 m
- 2005 Peking: 6. Platz Staffel

### Team-Weltmeisterschaften
- 2005 Chuncheon: 4. Platz

### Europameisterschaften
- 2002 Grenoble: 24. Platz Mehrkampf
- 2003 Sankt Petersburg: 9. Platz Mehrkampf
- 2005 Turin: 2. Platz Staffel
- 2006 Krynica-Zdrój: 2. Platz Staffel, 16. Platz Mehrkampf
- 2007 Sheffield: 14. Platz Mehrkampf

## Persönliche Bestleistungen
| Disziplin | Zeit         | Datum              | Ort         |
| --------- | ------------ | ------------------ | ----------- |
| 500 m     | 46,684 s     | 19. November 2005  | Den Haag    |
| 1000 m    | 1:36,379 min | 21. Januar 2007    | Sheffield   |
| 1500 m    | 2:27,843 min | 19. Januar 2007    | Sheffield   |
| 3000 m    | 5:32,556 min | 14. September 2008 | Albertville |